# اچ‌ام‌آی‌اس بنگال (جی۲۴۳)
اچ‌ام‌آی‌اس بنگال (جی۲۴۳) (به انگلیسی: HMIS Bengal (J243)) یک کشتی است که طول آن ۱۸۶ فوت (۵۷ متر) می‌باشد. این کشتی در سال ۱۹۴۲ ساخته شد.